# セサル・ヘラベルト
セサル・ヘラベルト・ピーニャ（César Gelabert Piña、2000年10月31日 - ）は、スペイン・カスティーリャ・イ・レオン州パレンシア出身のサッカー選手。トゥールーズFC所属。ポジションはMF。

## クラブ経歴
2015年にエルクレスCFからレアル・マドリードのカンテラへと移籍し、2017-18シーズンからBチームでプレーし始めた。2019年からBチームの監督を務めるラウール監督はヘラベルトの才能を高く評価したが、トップチーム昇格は叶わず、2020-21シーズン終了後にクラブを退団した。
2021年8月5日、セグンダ・ディビシオンに所属していたCDミランデスへ加入し、2年契約を結んだ。
2023年6月6日、2023-24シーズンよりトゥールーズFCへ移籍することが発表され、4年契約を交わした。

## 人物
実父のフアンミ・ヘラベルトは、1990年代後半から2000年代前半にかけて、主にスペインの下部リーグでプレーした元プロサッカー選手である。

## 個人成績
2023年6月8日現在
| クラブ              | シーズン     | リーグ戦       | リーグ戦 | リーグ戦 | 国内カップ | 国内カップ | その他 | その他 | 合計 | 合計 |
| クラブ              | シーズン     | ディヴィジョン | 出場     | 得点     | 出場       | 得点       | 出場   | 得点   | 出場 | 得点 |
| ------------------- | ------------ | -------------- | -------- | -------- | ---------- | ---------- | ------ | ------ | ---- | ---- |
| レアル・マドリードB | 2017-18      | セグンダB      | 4        | 0        | -          | -          | 0      | 0      | 4    | 0    |
| レアル・マドリードB | 2018-19      | セグンダB      | 2        | 0        | -          | -          | 2      | 0      | 4    | 0    |
| レアル・マドリードB | 2019-20      | セグンダB      | 13       | 1        | -          | -          | -      | -      | 13   | 1    |
| レアル・マドリードB | 2020-21      | セグンダB      | 17       | 2        | -          | -          | 1      | 0      | 18   | 2    |
| レアル・マドリードB | クラブ通算   | クラブ通算     | 36       | 3        | 0          | 0          | 3      | 0      | 39   | 3    |
| ミランデス          | 2021-22      | セグンダ       | 16       | 0        | 3          | 0          | -      | -      | 19   | 0    |
| ミランデス          | 2022-23      | セグンダ       | 25       | 2        | 0          | 0          | -      | -      | 25   | 2    |
| ミランデス          | クラブ通算   | クラブ通算     | 41       | 2        | 3          | 0          | 0      | 0      | 44   | 3    |
| キャリア通算        | キャリア通算 | キャリア通算   | 77       | 5        | 3          | 0          | 3      | 0      | 103  | 5    |